# 姚家镇 (中牟县)
姚家镇，是中华人民共和国河南省郑州市中牟县下辖的一个乡镇级行政单位。

## 行政区划
姚家镇下辖以下地区：
姚家村、校庄村、七里岗村、十里头村、老八庄村、春岗村、车棚张村、念罗村、罗宋村、雷家村、土山店村、梁家村、闫家村、小胡村、大胡村、岗王村、绪张村、刘张村、杨庄村、时家村、十八里芦村和雍家村。